# منگون
منگون (مرودشت)، روستایی از توابع بخش کامفیروز شهرستان مرودشت در استان فارس ایران است.

## جمعیت
این روستا در دهستان کامفیروز جنوبی قرار دارد و براساس سرشماری مرکز آمار ایران در سال ۱۳۸۵، جمعیت آن ۷۲۰ نفر (۱۵۱خانوار) بوده‌است.